# Cala en Bosch
Cala en Bosch (auch Cala’n Bosch, Cala en Bosc, Cala’n Bosc) ist ein Ferienort an der Südküste der spanischen Insel Menorca. Der Ort gehört zur Gemeinde Ciutadella.
Cala en Bosch bildet ein zusammenhängendes Siedlungsgebiet mit den Ortschaften Cap d’Artrutx an der gleichnamigen Südwestspitze der Insel im Westen und Son Xoriguer im Osten. Der Ort verfügt über einen kleinen Yachthafen im Lago de Cala en Bosch, der durch einen Stichkanal mit dem Meer verbunden ist, und einen Sandstrand an der Bucht, der der Ort seinen Namen verdankt. Ansonsten weist Cala en Bosch eine typische touristische Infrastruktur mit Hotels, Restaurants und Einkaufsmöglichkeiten auf.